# 哥杜雷亞足球會
哥杜雷亞體育會公司（Corporación Club Deportivo Tuluá），一般稱為哥杜雷亞，是一支哥倫比亞足球會，現時於哥超作賽，他們於1967年10月16日成立，主場是十月球場。他們在2014年因為哥超擴充而招募升班球會，贏得一個特別賽事而獲得升班資格。